# Uhryńkowce (gmina)
Uhryńkowce – dawna gmina wiejska w powiecie zaleszczyckim województwa tarnopolskiego II Rzeczypospolitej. Siedzibą gminy były Uhryńkowce.
Gminę utworzono 1 sierpnia 1934 r. w ramach reformy na podstawie ustawy scaleniowej z dotychczasowych gmin wiejskich: Berestek, Błyszczanka, Chartanowce, Dupliska, Hińkowce, Myszków, Teklówka, Uhryńkowce i Worwolińce.
W 1937 przyznano obywatelstwo honorowe gminy staroście zaleszczyckiemu Józefowi Krzyżanowskiemu.
Od września 1939 do lipca 1941 gmina znajdowała się pod okupacją ZSRR, a 1 sierpnia 1941 weszła w skład Generalnego Gubernatorstwa i nowo utworzonego dystryktu Galicja, gdzie jednocześnie została zniesiona przez włączenie do czterech gmin: nowo utworzonej gminy Torskie (Berestek, Chartanowce, Dupliska, Hińkowce i Uhryńkowce), do nowo utworzonej gminy Tłuste (Worwolińce), do gminy Bilcze Złote (Myszków) i do gminy Zaleszczyki (Błyszczanka) w powiecie czortkowskim (Kreishauptmannschaft Czortków).
Po II wojnie światowej obszar dawnej gminy znalazł się w ZSRR.